# Magda Lenkei
Magdolna Lenkei dite Magda Lenkei, née le 18 août 1916 à Budapest et morte le 18 août 2007, est une nageuse hongroise.

## Biographie
Magda Lenkei est médaillée de bronze du relais 4 × 100 mètres nage libre aux championnats d'Europe de natation 1931 à Paris.
Elle dispute le relais 4 × 100 mètres nage libre aux Jeux olympiques d'été de 1936 à Berlin et obtient la quatrième place ; elle est aussi éliminée en séries du 100 mètres nage libre.